# Jean Flavigny
Pour les articles homonymes, voir Flavigny.
Jean Alphonse Louis Robert Flavigny, né le 4 juillet 1880 à Elbeuf et mort le 8 octobre 1948 à Mesnil-Panneville, est un officier général français.
Partisan des blindés et de la mécanisation de l'armée, il est le créateur en France des divisions mécaniques de cavalerie, les premières divisions blindées.

## Biographie
Né à Elbeuf en Normandie, il est le fils d'un industriel rentier, Louis Robert Flavigny et de Berthe Louise Le Bourgeois. Il intègre l'École spéciale militaire de Saint-Cyr en 1900 (promotion du Tchad). À la sortie d'école, en 1902, il intègre la cavalerie. 
Capitaine depuis 1913, il exerce ses fonctions durant la Première Guerre mondiale au 17e régiment de dragons et au 146e régiment d'infanterie. Chef d'escadron depuis le 30 septembre 1917, il rejoint le 17e régiment de chasseurs à cheval. Il est grièvement blessé à la tête le 13 juin 1918.
Promu Colonel le 25 décembre 1928, il est entre 1930 et 1932 adjoint au général directeur de la cavalerie au ministère de la Guerre. Promu général de brigade le 17 août 1932, il est directeur de la cavalerie et du train au ministère de la Guerre entre 1932 et 1936.

Général de division le 28 mai 1936, il commande, jusqu'en 1939, la 1re division légère mécanique (DLM) qu'il a créée avec le soutien du général Weygand.
Cette division, la première de ce type dans l'armée française, devait être capable de pénétrer profondément les positions ennemies, en rompant éventuellement des lignes fortifiées, et de tenir ensuite la position avec un régiment de dragons et un régiment d'artillerie. La même année, il est nommé commandant de la XIIe région militaire à Reims. 

### Seconde Guerre mondiale
Avant le début de la Seconde Guerre mondiale, le 3 juin 1939, il est promu général commandant le 21e corps d'armée.  
Chevalier de la Légion d’honneur depuis 1917, il est nommé grand-officier de l’ordre le 31 décembre 1939.
Le 14 mai 1940, à la tête du 21e corps, au poste de commandement de la 3e division cuirassée (DCR) à environ 15 heures 30, il annule l'attaque de la DCR à cause de l'heure tardive, alors que la longueur des jours en mai l'aurait rendue possible, et la disperse en bouchons de chars sur les carrefours des itinéraires de pénétration de l'ensemble du front dévolu à son groupement. Ses expériences antérieures faisaient qu'il avait de fortes préventions contre les DCR. Il s'en expliquera par la suite abondamment. Il n'en reste pas moins que l'homme à l'origine du meilleur char français de 1940 fut le 14 mai 1940 « le mauvais homme au mauvais endroit au mauvais moment et qui a pris la mauvaise décision »[réf. nécessaire]. Ignorant totalement les servitudes techniques du char B1 bis, il n'en a retenu que les défauts. Déclenchée à 17 heures et même réduite en profondeur par l'heure tardive, une action de la 3e DCR aurait permis la possibilité de conséquences heureuses tant tactiques que du point de vue du moral. Comme l'écrira le lieutenant-colonel Devaux, chef d'état-major de la 3e DCR : « les explications fournies par la suite apparaissent comme des explications de "circonstances" »[réf. à confirmer]. Vers 17 heures, le PC de la 3e DCR quitta les Alleux par des routes encombrées et bombardées et s'installa aux Petites-Armoises à proximité du PC de la 3e division d'infanterie motorisée. Les commandants de ces deux divisions étaient unanimement non satisfaits de la disposition en bouchons.
Au moment où la division allait se regrouper à l'est du canal des Ardennes, il fallut la disperser en faisant repasser à l'ouest du canal des Ardennes et du Chesne, un groupement de combat qui y était  quelques heures auparavant, Le dispositif défensif sur un front très étendu allait d'autre part disloquer et rendre difficile et long un regroupement éventuel de la division. Après avoir imposé des mouvements de rocade préjudiciables à l'entretien du matériel et de nature à amenuiser les effectifs chars, Flavigny compromettait toute action rapide et massive dans une quelconque direction, et en particulier vers le nord qui était la direction dangereuse. Ainsi furent constitués des groupes mixtes de B1-bis et de H-39. Bulson, où les chars allemands avaient fait le même jour un hachis des F.C.M.-36, du 7e Bataillon de char de combat, pas conçus et pas de taille à lutter contre des chars (le F.C.M.-36 est un char d'appui d'infanterie), n'est qu'à 10 kilomètres à vol d'oiseau du bois du Mont-Dieu, celui-ci est à 8 kilomètres de Chémery où les Allemands approchaient. La distance à vol d'oiseau entre Sedan et Stonne est de 15 km. Le fait que les F.C.M. aient été envoyés le matin mener une contre-attaque incite à penser que Flavigny et Huntziger savaient que la 3e D.C.R. ne contre-attaquerait pas à 11 heures. Flavigny venait d'échouer à faire douter les Allemands de la solidité de leur tête de pont et de la sécurité de leur pivotement à l'ouest, et pour le moins il détériorait les conditions initiales de la bataille de Stonne. Il est difficile de croire que dans une courte bataille, avec la protection de la nuit arrivant, les B1 bis auraient pu être laminés comme les F.C.M.-36, et il est plus facile d'envisager qu'ils auraient gagné en expérience de combat et en cohésion.
Au cours de la bataille de France, il est encerclé sur la colline de Sion en Lorraine avec le 21e corps d'armée et le corps d'armée colonial. Il est fait prisonnier le 23 juin 1940, après avoir été trompé par les généraux des 16. Infanterie-Division et 212. Infanterie-Division.
Interné à la forteresse de Königstein puis transféré avec cinq autres généraux français, le 19 janvier 1945, au château de Colditz, il y reste jusqu'à la fin de la guerre en mai 1945.
Il prend sa retraite après sa libération. Décédé à Mesnil-Panneville le 8 octobre 1948, il y est inhumé à Rouen le 13 octobre.

## Décorations
- Grand officier de la Légion d'honneur (arrêté du 31 décembre 1939)
- Croix de guerre 1914–1918, palme de bronze (deux citations à l'ordre de l’armée, trois citations à l'ordre du corps d'armée et une citation à l'ordre de la division)
- Croix de guerre 1939–1945 (deux citations à l'ordre de l’armée)
- Chevalier de l'ordre du Mérite agricole (décret du 31 août 1909)
- Médaille interalliée de la Victoire
- Médaille commémorative de la guerre 1914–1918

## Sources